# Jihoosetská vlajka

Jihoosetská vlajka
Poměr stran: 1:2

Vlajka Jižní Osetie je vlajkou nezávislého státu, který však není mezinárodně uznán. Území je okupované Ruskem, de jure je součástí Gruzie.
Vlajka je tvořena listem o poměru stran 1:2 se třemi vodorovnými pruhy: bílým, červeným a žlutým. Vlajka je (až na poměr stran) stejná jako vlajka Severní Osetie-Alanie, jedné z autonomních republik Ruské federace.
Červená barva symbolizuje vojenskou ctnost, bílá  inteligenci a duchovní život národa a žlutá blahobyt lidu.

## Historie
Vlajka je stanovena ústavou ze dne 26. listopadu 1990 (článek 155) a potvrzena nařízením o státní vlajce ze dne 30. března 1992. V tomto nařízení je stanoven (v prvním článku) i poměr stran vlajky – 1:2.

## Vlajka jihoosetského prezidenta
Jihoosetský prezident užívá vlajku o poměru stran 2:3 s uprostřed umístěným státním znakem. Vlajka je (až na poměr stran) stejná jako vlajka prezidenta Severní Osetie-Alanie.

Vlajka jihoosetského prezidenta Poměr stran: 2:3